# Xanthorhoe relictata
Xanthorhoe relictata är en fjärilsart som beskrevs av Walker 1862. Xanthorhoe relictata ingår i släktet Xanthorhoe och familjen mätare. Inga underarter finns listade i Catalogue of Life.